# 이지 (1598년)
폐세자 이지(廢世子 李祬, 1598년 12월 31일(음력 12월 4일) ~ 1623년 7월 22일(음력 6월 25일))은 조선의 왕세자이다. 제15대 국왕 광해군과 폐비 류씨의 소생이며, 선조의 손자이다. 인조반정으로 광해군이 폐위되자 이지 또한 폐세자되어 강화도에 유배되었다. 배소에서 탈출을 시도하다 실패하였고 자진을 명받아 자결하였다.

## 생애

### 생애 초반
1598년(선조 31) 12월 31일(음력 12월 4일) 광해군의 장남으로 탄생하였다. 1608년(광해 즉위년) 2월 2일 광해군의 즉위로 원자(元子)의 칭호를 받게 되었고, 같은 해 3월 21일 세자(世子)로 책봉되었다. 광해군은 같은 해 4월 22일 정인홍, 정구를 세자 보양관으로 삼고, 5월 22일 이필영(李必榮)을 명나라로 파견하여 세자를 봉해 줄 것을 청한 주문 등을 주달하게 하였다. 8월 7일 왕세자 책례는 선조의 소상으로 뒤로 미루어졌으며, 8월 17일 세자의 이름을 수(脩) 자로 쓰는 문제를 대신에게 물었더니 모두 적당하다고 하였다. 이해 8월 20일 유희분(柳希奮)을 겸 세자 우부빈객에 임명하였다.

### 세자 책봉
12세인 1609년(광해군 1년) 6월 2일 광해군이 국왕 책봉 교서를 받았고, 이날 술시(戌時)에 진하(陳賀) 권정례(權停禮)를 행할 때 왕세자가 백관을 거느리고 전(箋)을 올렸다. 이해 10월 26일 광해군이 세자에게 전에 지어준 이름이 좋지 않다 하여 책봉을 받기 전에 경(憼) 자나 당(榶) 자가 괜찮을 것 같다하여 어떠한지 세자의 개명에 대해 사부(師傅)들에게 의논하라 하였다.
이해 11월 24일 세자 책봉하는 일로 상사 신흠, 부사 구의강(具義剛), 한찬남(韓纘男) 등을 명나라로 파견하였다. 이해 11월 30일 왕세자의 휘자를 지(祬)로 개명하고 종묘에 고하였다.
13세인 1610년(광해군 2년) 윤 3월 20일 세자의 관례를 합문(閤門) 안 대청에서 거행토록 하고, 이해 4월 11일 명나라에서 이지의 세자 책봉을 승인하였다. 이해 4월 16일 정원군 이부에게 세자의 혼례를 주관케 하고, 이해 4월 28일 예조의 건의로 관례시 빈(賓)이 짓는 자(字)를 미리 마련케 하고, 이 해 5월 3일 성균관 입학에 대해 아뢰게 하였다. 이해 5월 4일 세자빈 간택을 위해 금혼령을 내리고, 이해 5월 6일 세자의 관례를 행하였다. 이해 5월 11일 세자 책례를 창덕궁 인정전에서 행하고, 세자 책례에 따른 교서를 반포하였다. 이해 5월 22일 태묘와 공성왕후 사묘(私廟)를 알현하고, 이해 5월 28일 알성례와 작헌례를 행하였다. 이해 9월 27일 장흥고동(長興庫洞)에 사제(私第)를 세자빈의 간택 후에 거처할 곳이라 수리하라고 하고, 이해 11월 30일 세자빈의 간택을 봄으로 미루고 우선 도감을 설치하여 준비하게 하였다. 이해 12월 22일 영의정 이덕형을 가례도감 도제조로 삼았고, 이해 12월 28일 세자빈 가례 전에 옮겨 거처할 별궁을 이현본궁(梨峴本宮)으로 옮겨 설치하게 하였다.
14세인 1611년(광해군 3년) 7월 27일 영상, 좌상 및 예조의 당상과 의논하여 설서 박자흥(朴自興)의 딸을 세자빈으로 삼기 위해 그 가세(家世)를 아뢰도록 하고, 같은 해 8월 2일 박자흥의 딸을 세자빈(世子嬪)으로 삼고 교서를 반포하였다. 이해 10월 12일 이항복, 오억령 등을 보내어 왕세자의 고기례(告期禮)를 행하고, 이해 10월 24일 세자의 친영 가례가 끝났다.
17세인 1614년(광해군 6년) 7월 5일 세자빈의 산실 설치를 이유로 대궐 안팎에서 곤장을 치는 일을 삼가게 하고, 이해 12월 19일 동궁 아기씨가 죽은 일로 치상(治喪) 등의 일을 예조로 하여금 참작토록 하였다.
21세인 1618년(광해군 10년) 5월 13일 세자궁 소훈(昭訓)을 간택하라 하였다. 교산 허균의 딸을 후궁인 소훈으로 들였다.

### 최후
26세인 1623년(인조 1) 3월 14일 인조반정으로 선조의 계비 인목대비가 왕을 폐하여 광해군으로 삼고, 정원군의 아들 능양군(綾陽君)에게 왕위를 계승케 하여 인조가 등극하였다. 인조반정으로 폐세자로 강등되었고, 이 해 3월 23일 아버지 광해군 및 가족들과 강화(江華)에 위리안치되었다. 같은 해 5월 22일 위리안치된 상황에서 땅굴을 파고 도망치다 붙잡혔고, 사흘 후 폐빈 박씨는 자결하였다. 이 해 5월 26일 합사하여 폐세자의 처형을 청하여 자결을 명받아 이 해 7월 22일(음력 6월 25일) 목을 매어 죽었다. 인조의 배려로 옷, 이불, 관곽, 예장 등의 일을 폐빈의 예에 따라 거행하게 하였다.

## 가족 관계
| - 아버지 : 광해군(光海君, 1575~1641) - 어머니 : 폐비 유씨(廢妃 柳氏, 1576~1623) | - 세자빈 : 폐빈 박씨(廢嬪 朴氏, 1598~1623) - 박승종의 손녀이며 이이첨의 외손녀 - 장녀 : 군주(郡主, 1614~1614) - 후궁 : 소훈 허씨(昭訓 許氏) - 허균의 딸 - 후궁 : 미상 - 차녀 : 현주(縣主, 1618~?) - 김문거와 혼인 - 후궁 : 이씨(李氏, 생몰년 미상) - 이경무의 딸 - 삼녀 : 현주(縣主, 1620~?) |

## 이지가 등장한 작품
- 《왕의 여자》(SBS, 2003년~2004년, 배우:정태우)
- 《왕의 얼굴》(KBS, 2014년~2015년, 배우:최승훈)
- 《화정》(MBC, 2015년, 배우:이하율)

## 같이 보기
- 선조
- 공빈 김씨
- 광해군
- 폐비 유씨
- 폐빈 박씨
- 이이첨
- 박자흥
- 유자신
- 유희분